# Mistral
Mistral (prowans. wiatr mistrz, od Maestre – mistrz, pan) – suchy, zimny, porywisty wiatr wiejący w południowej Francji poprzez Masyw Centralny. Jest on związany z lokalnym układem cyrkulacji powietrza – pojawia się, gdy nad wschodnim Atlantykiem tworzy się ośrodek wysokiego ciśnienia, a nad Europą Zachodnią przemieszcza się układ niskiego ciśnienia. Kierunek i siła mistralu nad Morzem Śródziemnym są modulowane przez Alpy, Pireneje i Masyw Centralny. Mistral najczęściej pojawia się w okresie zimowym i wiosennym, i stanowi duże zagrożenie dla upraw w tym regionie. Z drugiej strony wiatry mistralowe są znakomite dla windsurfingu.
Front chłodny w północnej Francji oddziałuje z Alpami i wymusza przepływ zimnego powietrza w kierunku doliny Rodanu. Początek mistralu zależy nie tylko od cyrkulacji w północnej Francji, ale także od czynników lokalnych. Jednym z nich jest wiatr Tramontane, który zależy od podobnych czynników co mistral, ale jest związany z przepływem koło Pirenejów.
Mistral jest przykładem wiatru katabatycznego.

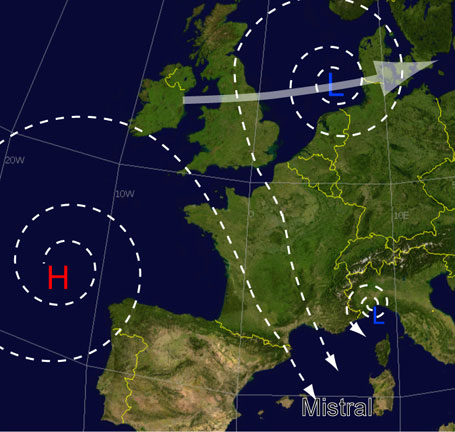
Mistral, jeden z najsłynniejszych wiatrów w Europie, tworzy się zazwyczaj przy przejściu niżu w północnej Europie oraz związany jest z występującym w tym samym czasie wyżem u wybrzeży Hiszpanii. Mistral zależy też od rozwoju niżu w Zatoce Liońskiej lub w okolicach Genui.